# Eleutherodactylus eunaster
Eleutherodactylus eunaster es una especie de anfibio anuro de la familia Eleutherodactylidae.

## Distribución geográfica
Esta especie es endémica de Haití. Habita entre los 575 y 1300 m de altitud en el macizo de la Hotte.

## Descripción
Las hembras miden hasta 21 mm.

## Publicación original
- Schwartz, 1973 : Six new species of Eleutherodactylus (Anura, Leptodactylidae) from Hispaniola. Journal of Herpetology, vol. 7, n.º 3, p. 249-273.[5]